# Tecklenburg
Tecklenburg település Németországban, azon belül Észak-Rajna-Vesztfália tartományban. Lakosainak száma 9398 fő (2023. december 31.). Tecklenburg Ladbergen, Ibbenbüren, Lotte, Westerkappeln, Hagen am Teutoburger Wald, Lengerich, Saerbeck és Hasbergen községekkel határos.

## Fekvése
Osnabrücktől délnyugatra, a Teutoburg-erdőnél, annak egyik szigetszerűen kiemelkedő hegyének lejtőjén épült.

## Nevének eredete
Nevét a Tecklenburgi kastélyról és a tecklenburgi kastély urairól kapta.

## Leírása
A hegytetőn épült fellegvár alatti, erdőkkel övezett település gyönyörű fekvése, érdekes, régies, romantikus favázas házai, macskaköves, zegzúgos utcái sok idegent vonzanak ide. A régmúltra emlékeztető ódon favázas házai, 16. századból való evangélikus temploma van.
Tecklenburg látnivalói közé tartozik a fellegváron kívül még egy 1400 körül épült vizivár (Haus Mark) is, melyet 1562-ben reneszánsz kastéllyá alakítottak át, ennek azonban 1750-ben mind a négy tornya elpusztult.

## Fellegvár
A település feletti fellegvárát a 12. században Deggenburg-nak nevezték. 1707-től pusztulásnak indult. A vár 120 méter hosszú, 90 méter széles volt, melyből azonban impozáns részek maradtak meg, egykori harci erejének tanúságaként.
A fellegvár északkeleti részén kazamata található; a külső kapun egy 1685-ből való címerpajzs látható: középső mezeje Pallas Athénét ábrázolja a tecklenburgi pajzzsal.
Az egykori várból csak egy hatalmas reneszánsz kapu és egy torony látható. A toronyból gyönyörű panoráma nyílik a vidékre.
A vár területén egy 4000 ember befogadására alkalmas szabadtéri színpad található, melyen májustól-szeptemberig tartanak előadásokat.

## Nevezetességek
- Fellegvár (Deggenburg)
- Vizivár (Haus Mark)
- Városi templom (St. Georgkirsche)
- Szt. Mihály templom
- Legge Torhaus – ebben az épületben tartózkodott régen a várőrség, később pedig itt történt a híres tecklenburgi vászon minőségének hivatalos ellenőrzése, a vászonkereskedők ide hordták bemutatásra és vizsgálatra áruikat.

## Galéria

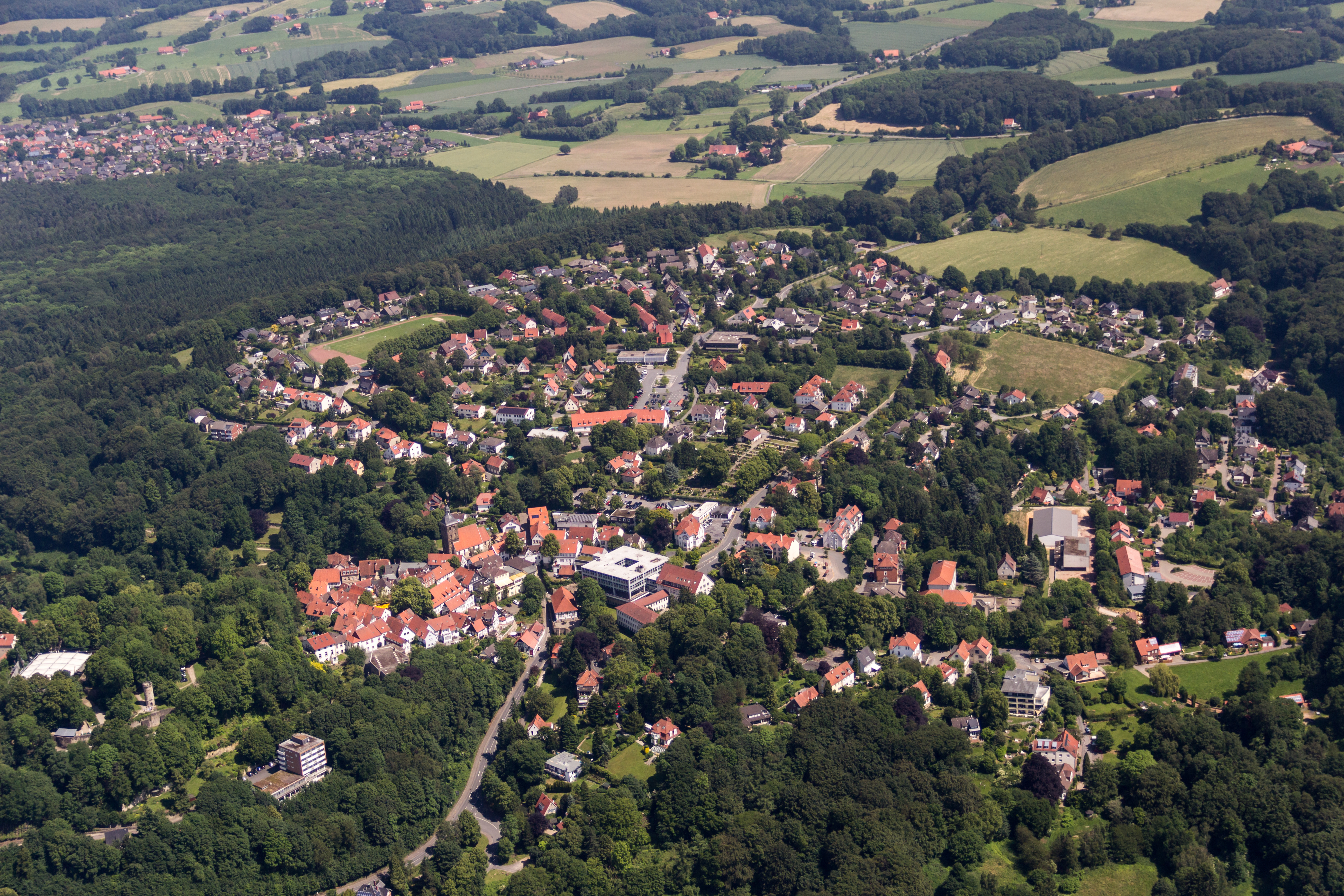
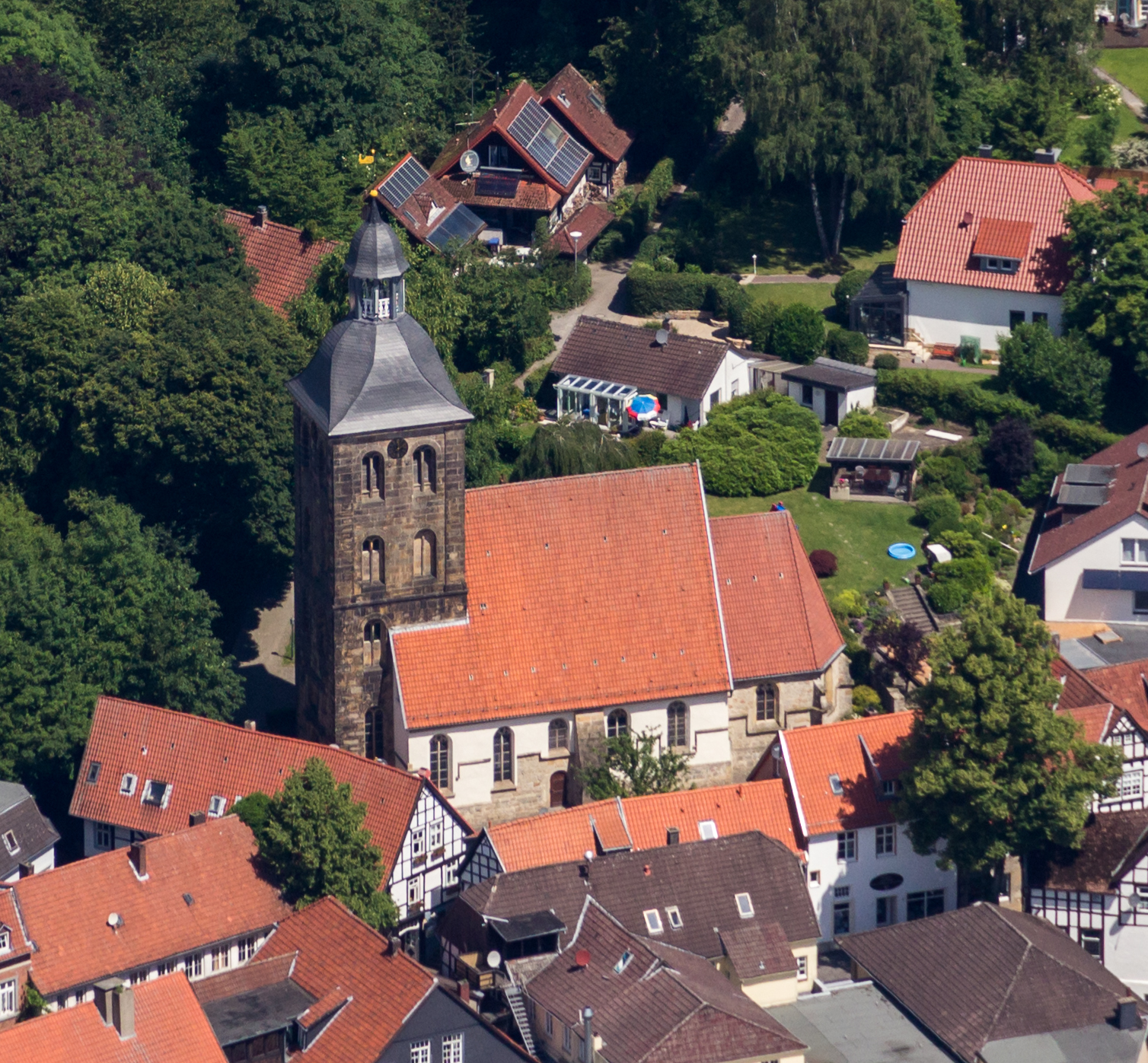
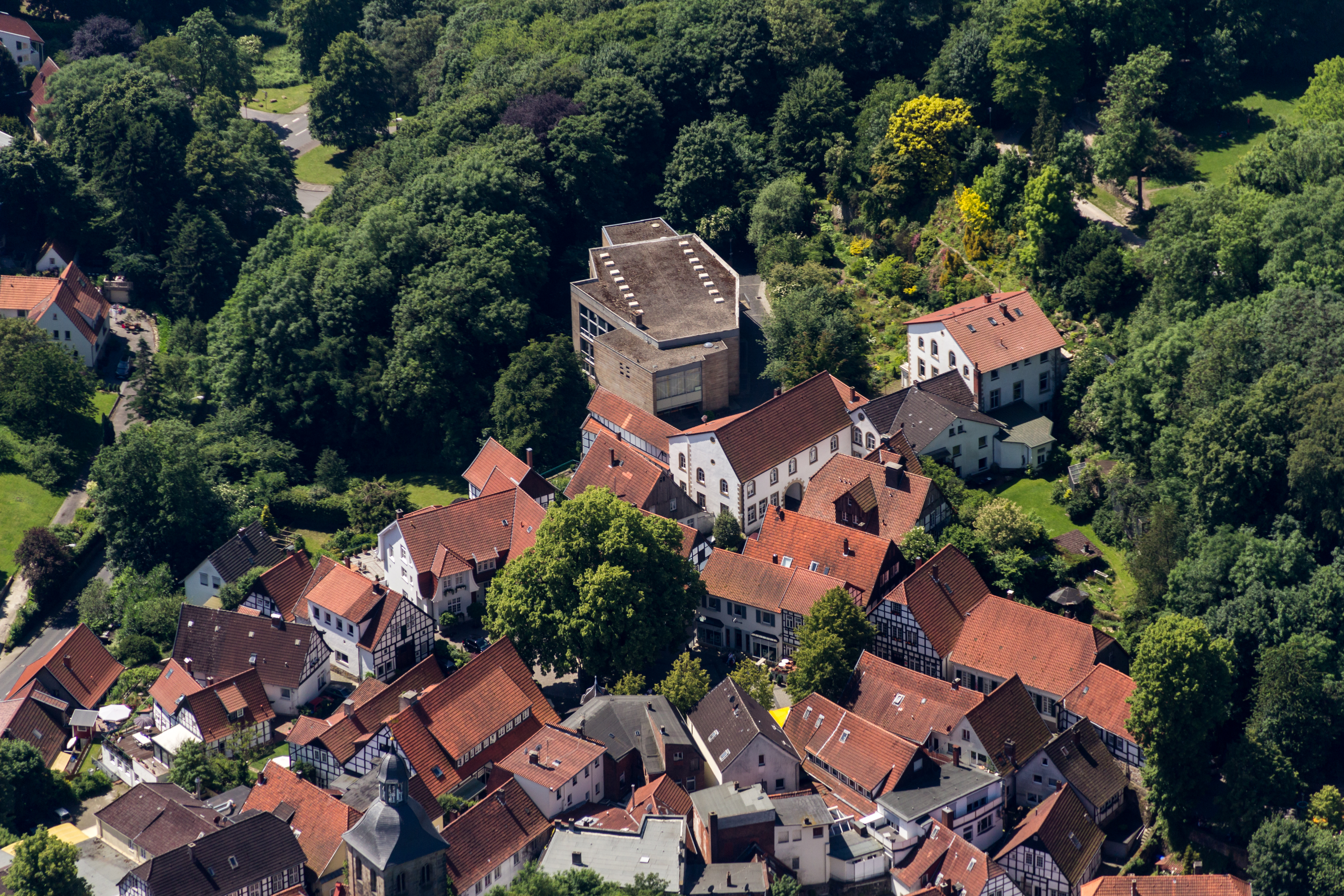
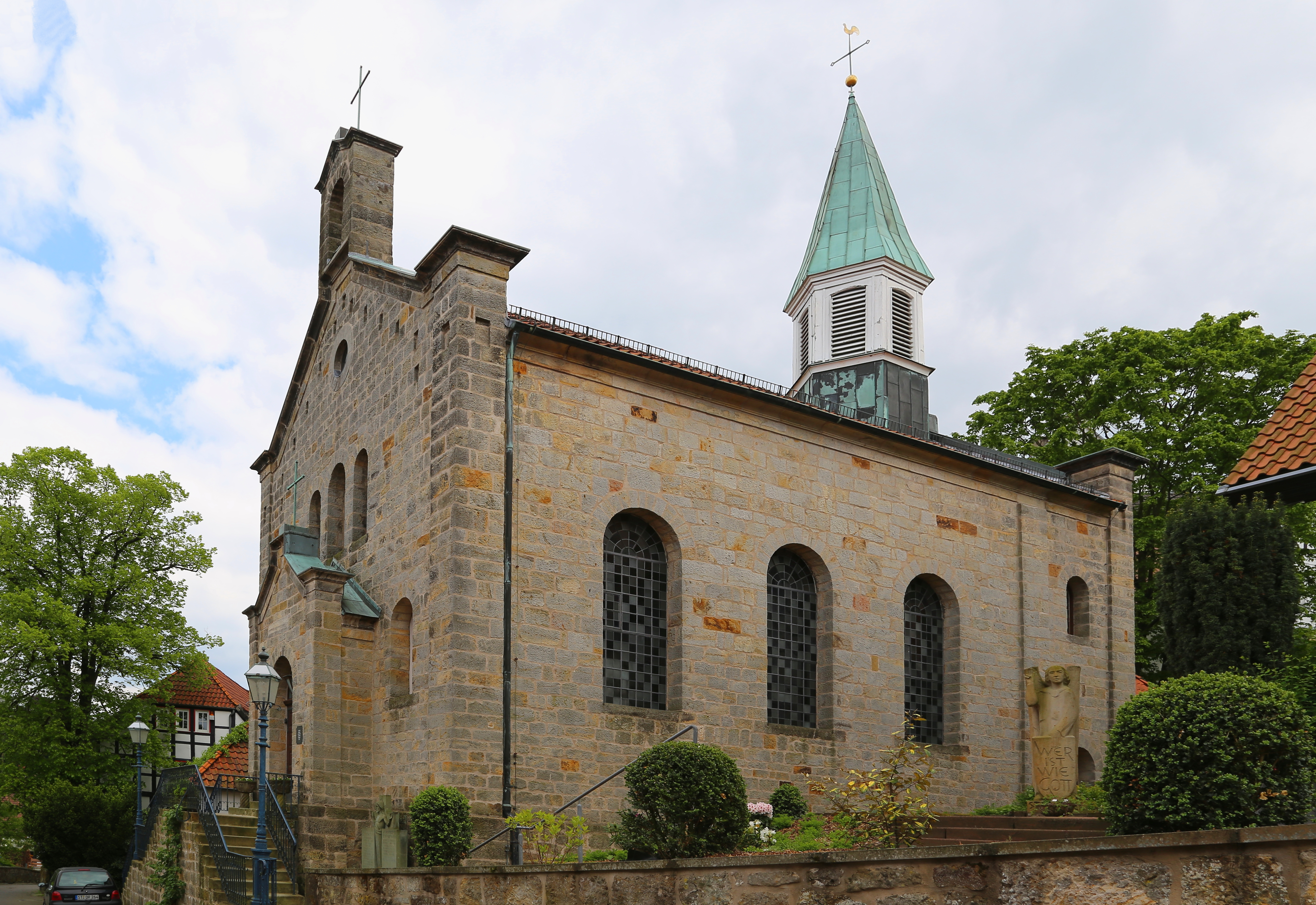
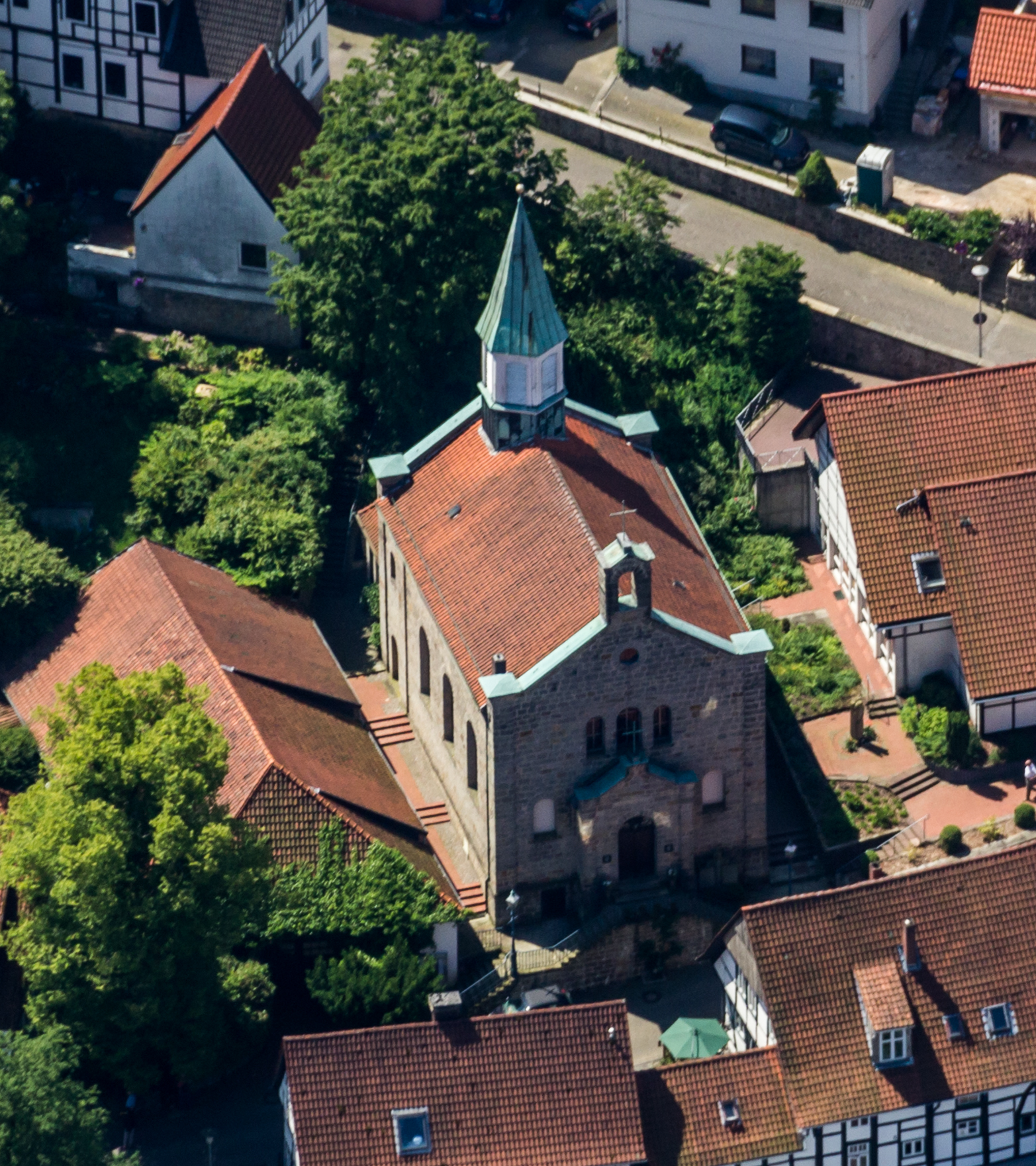
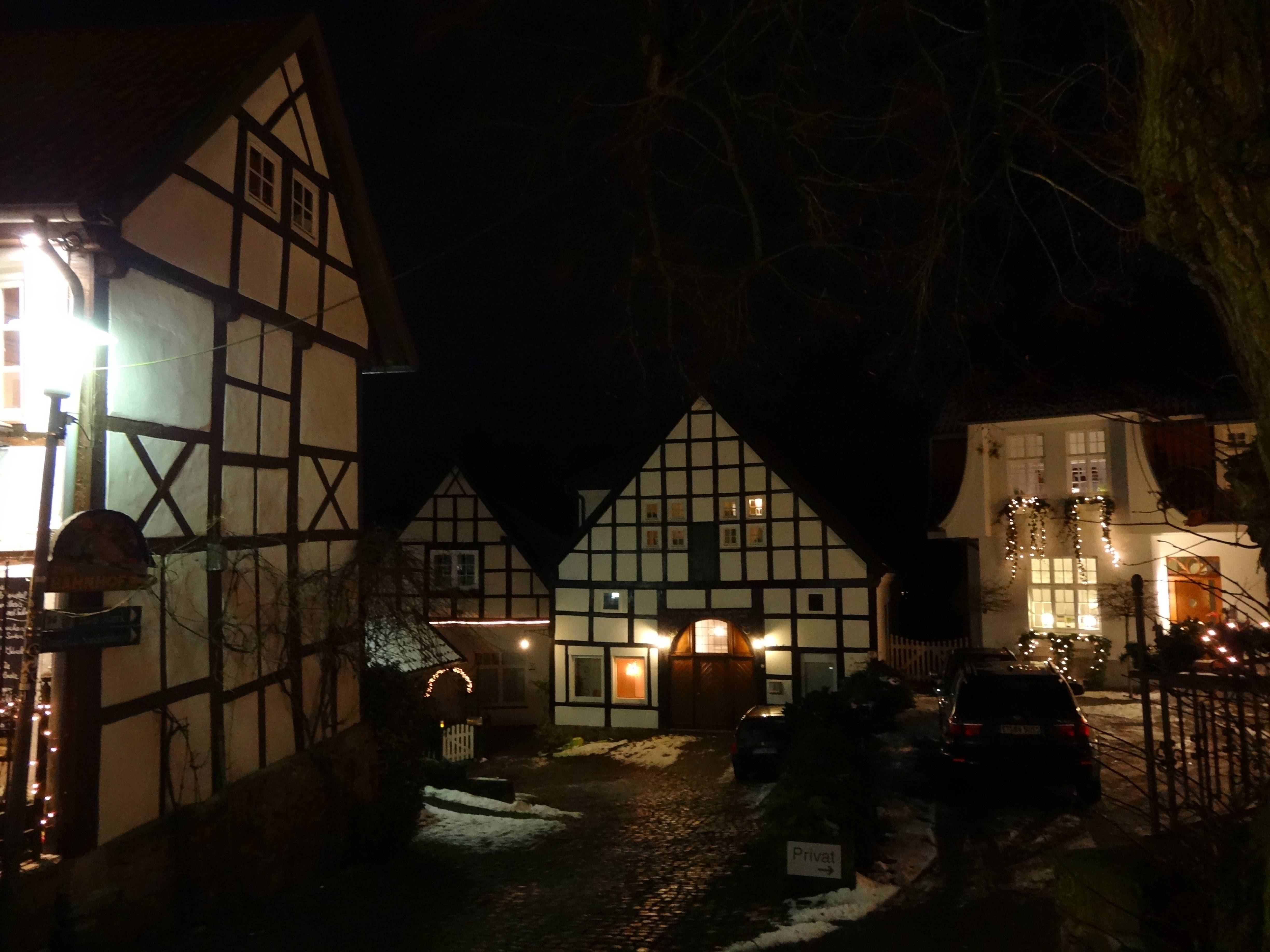
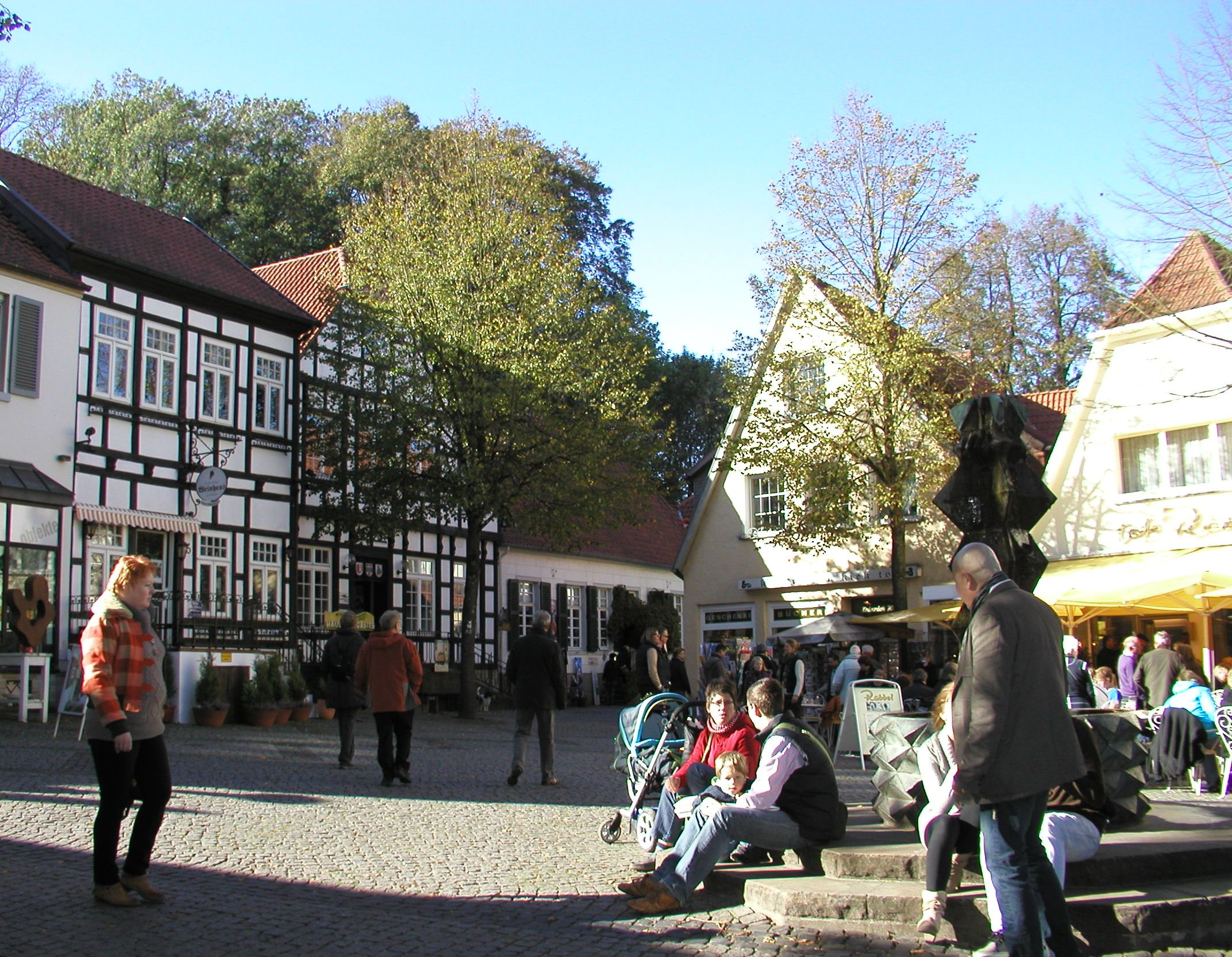
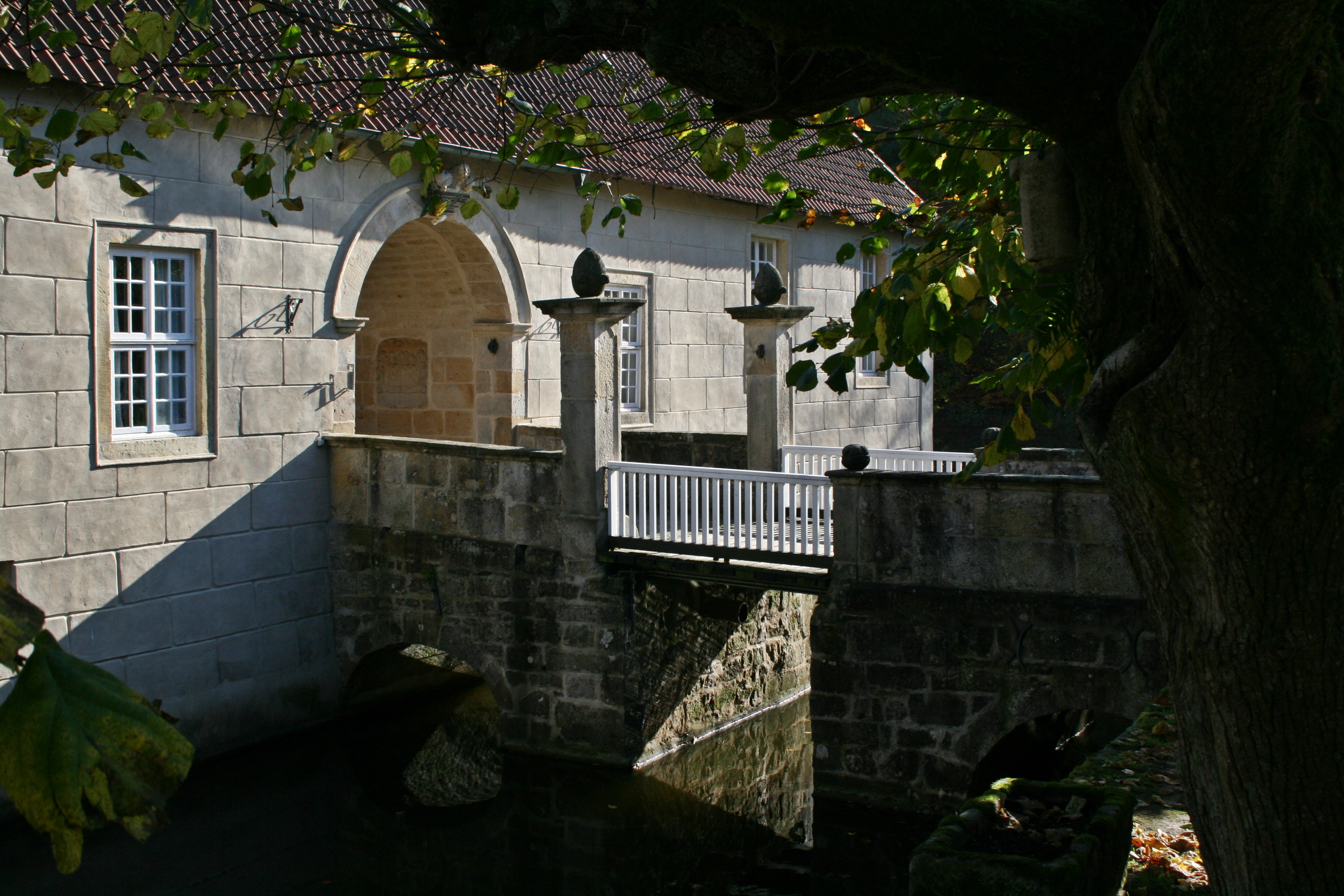
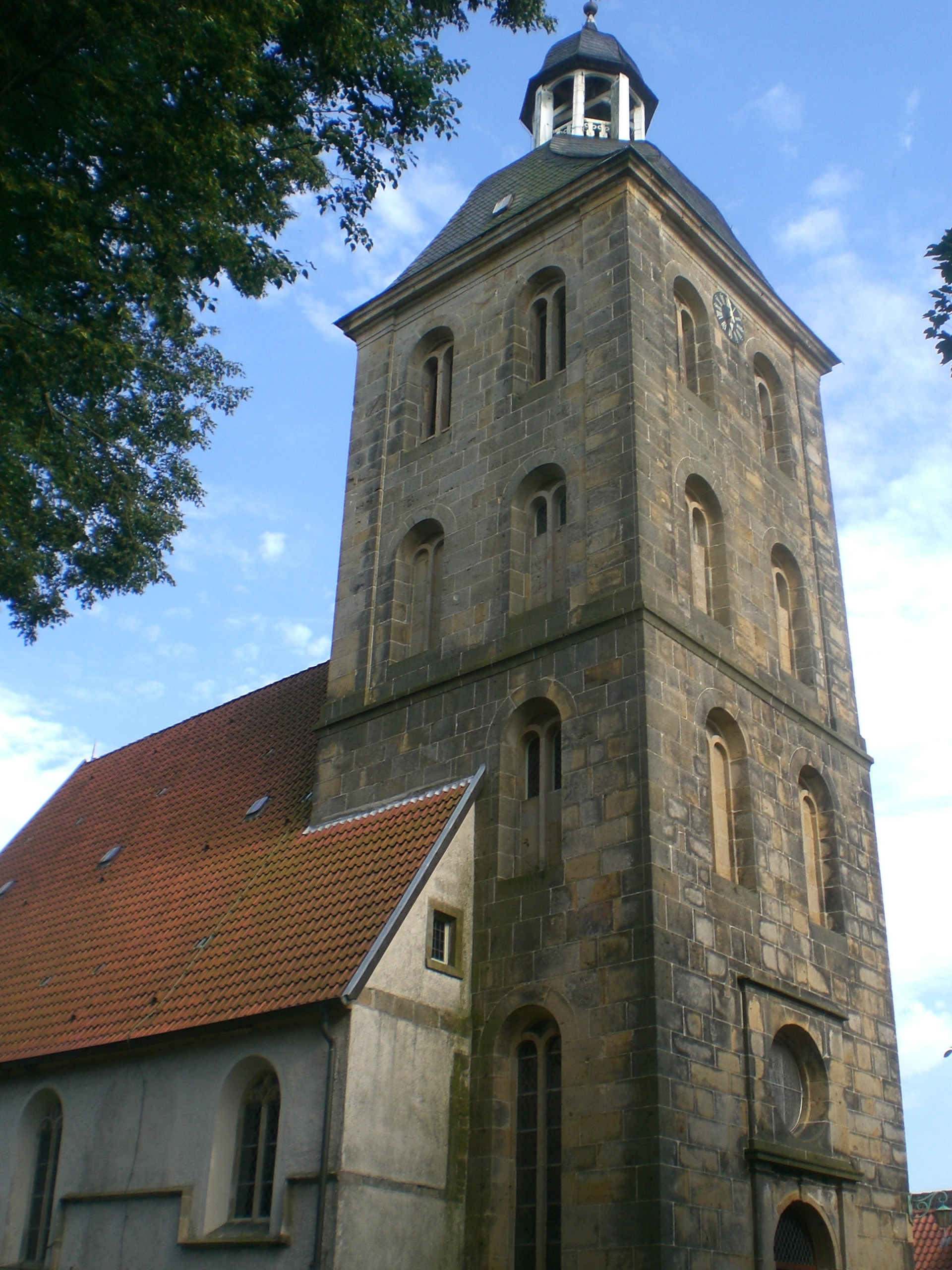
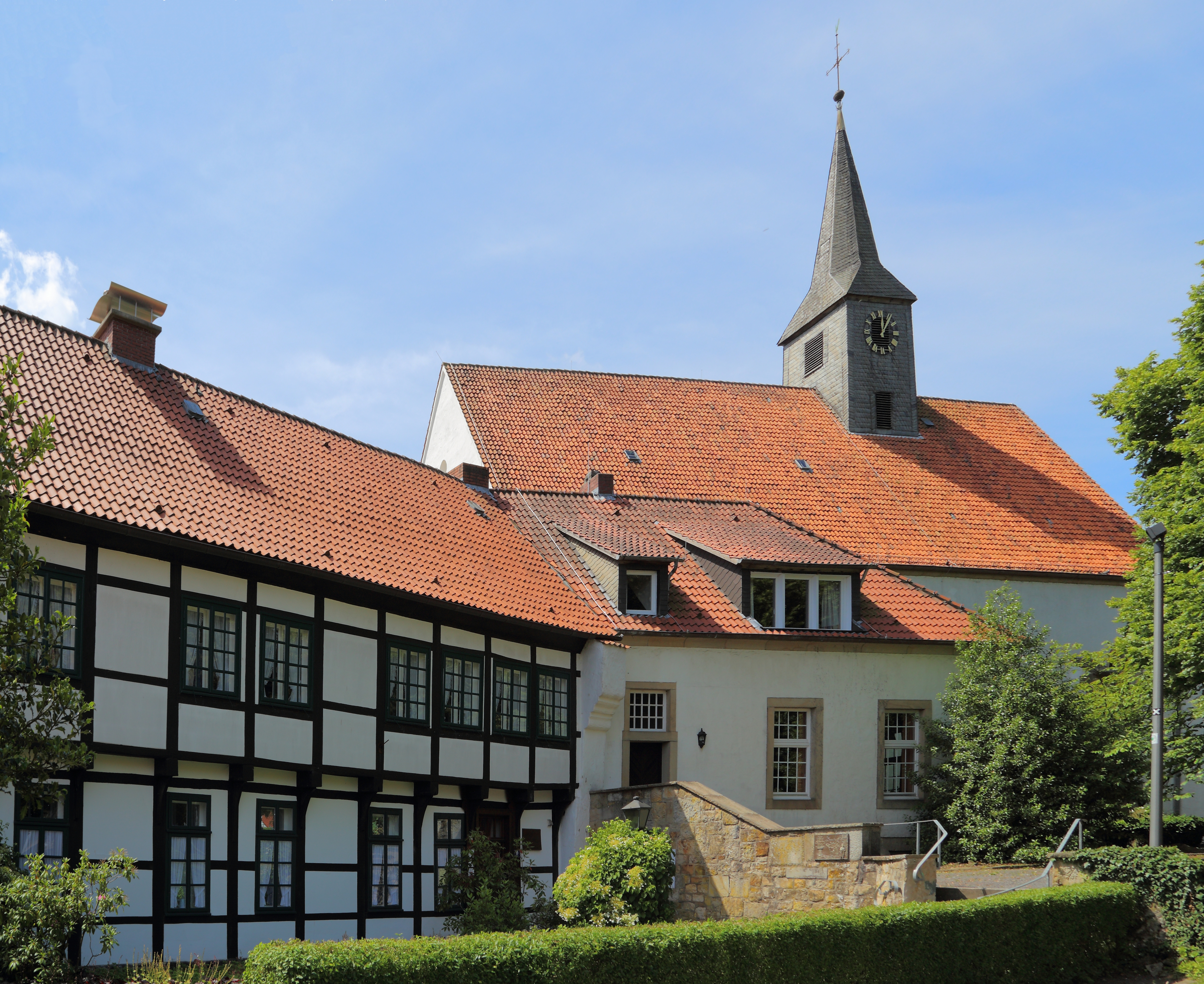
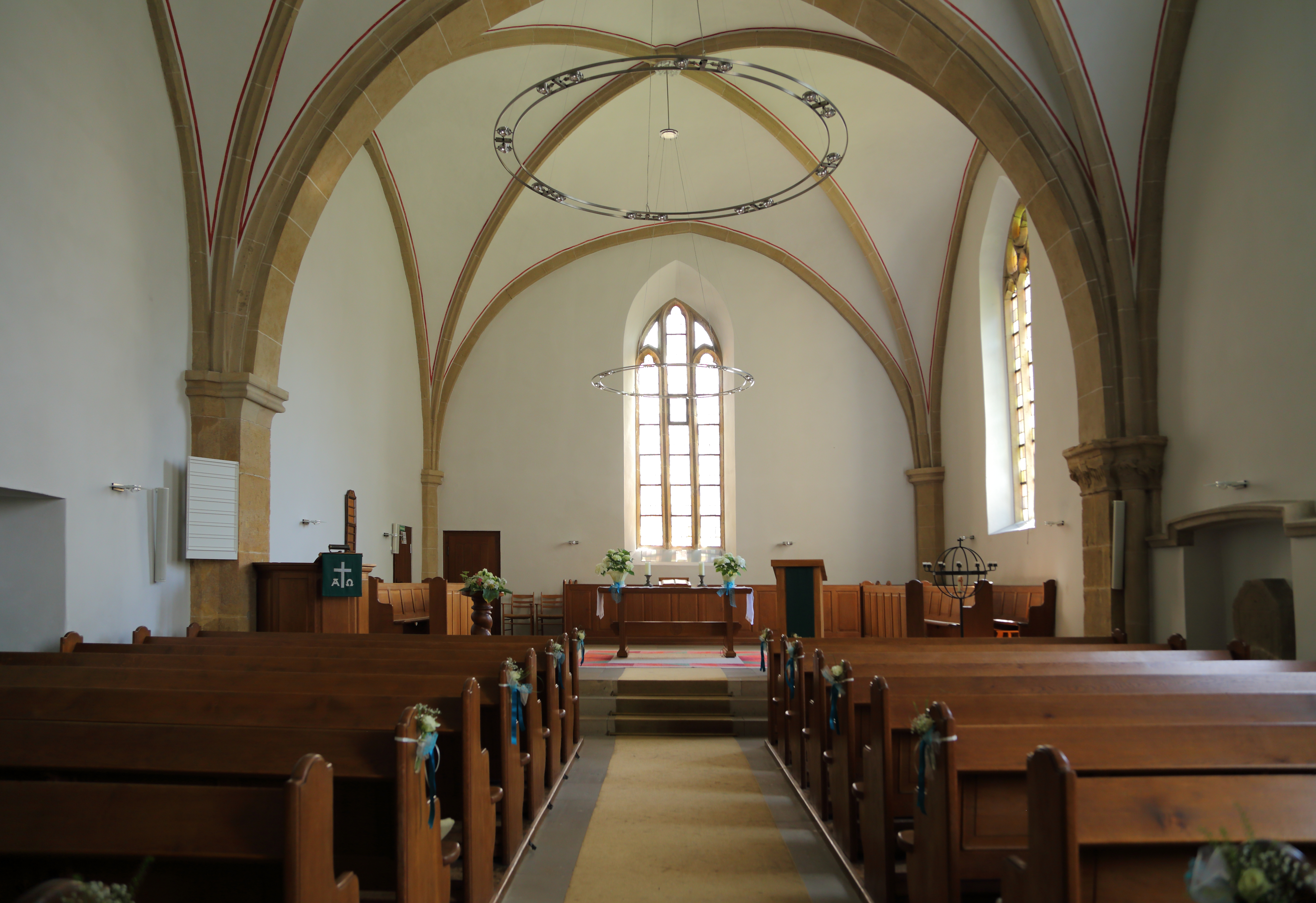
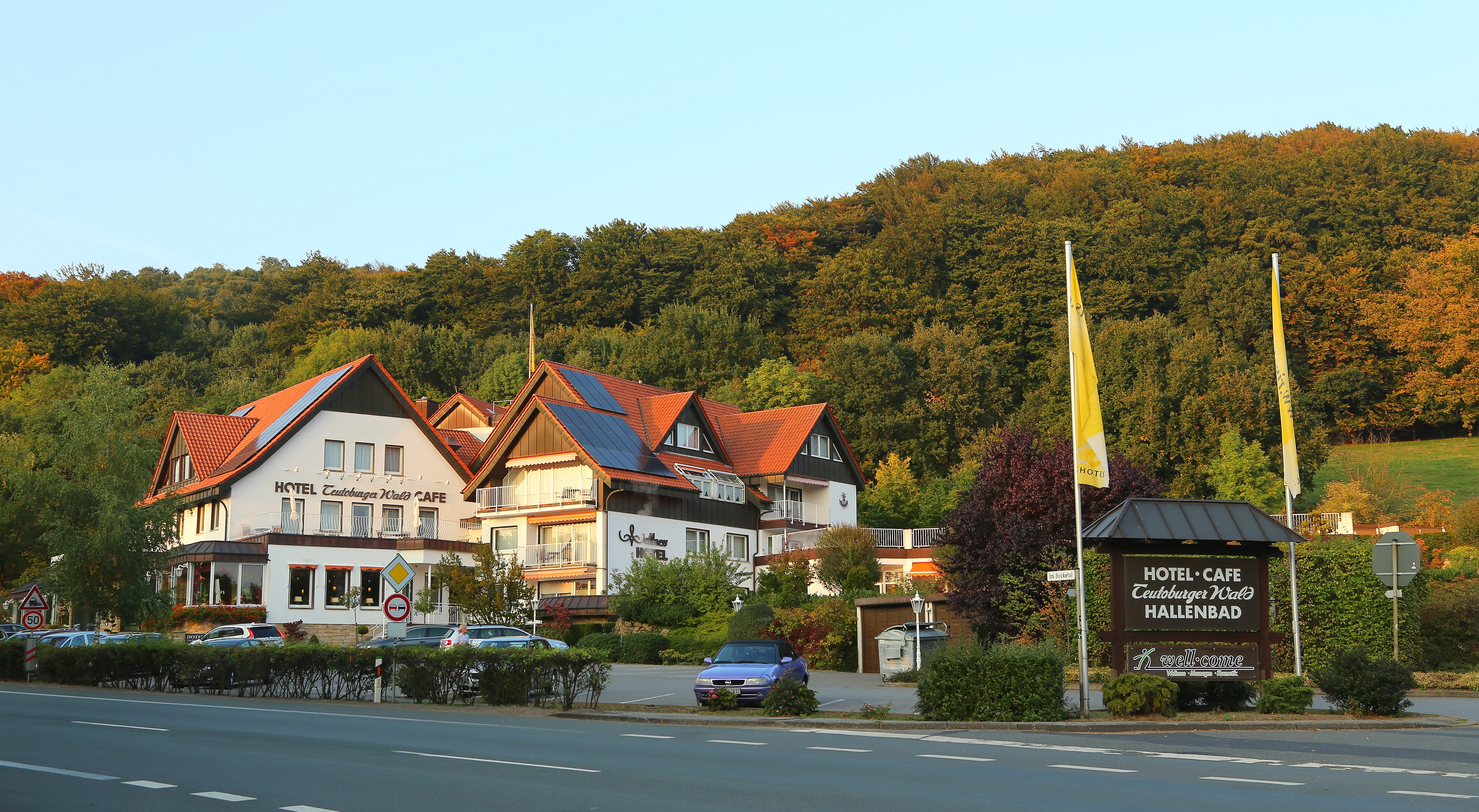
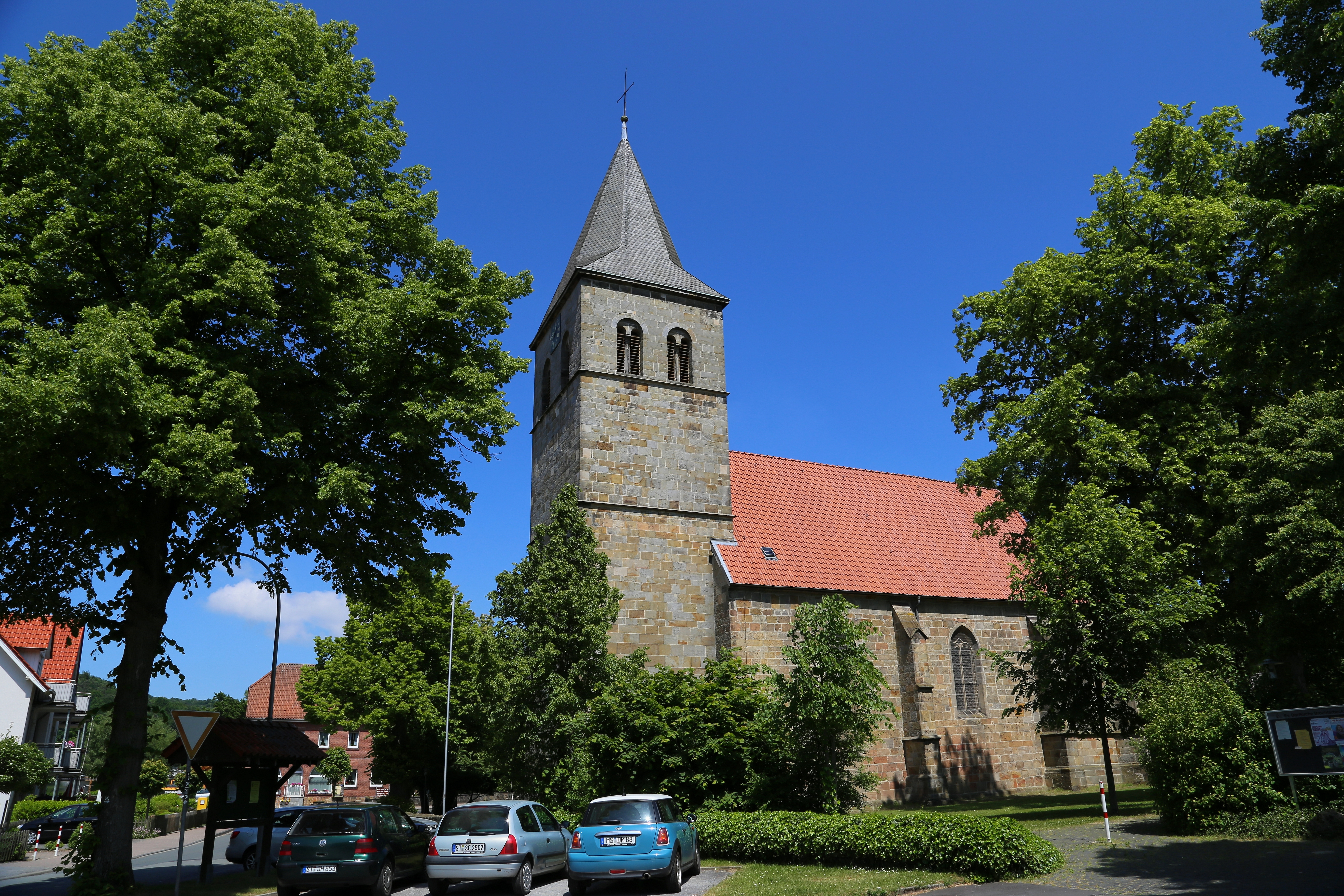
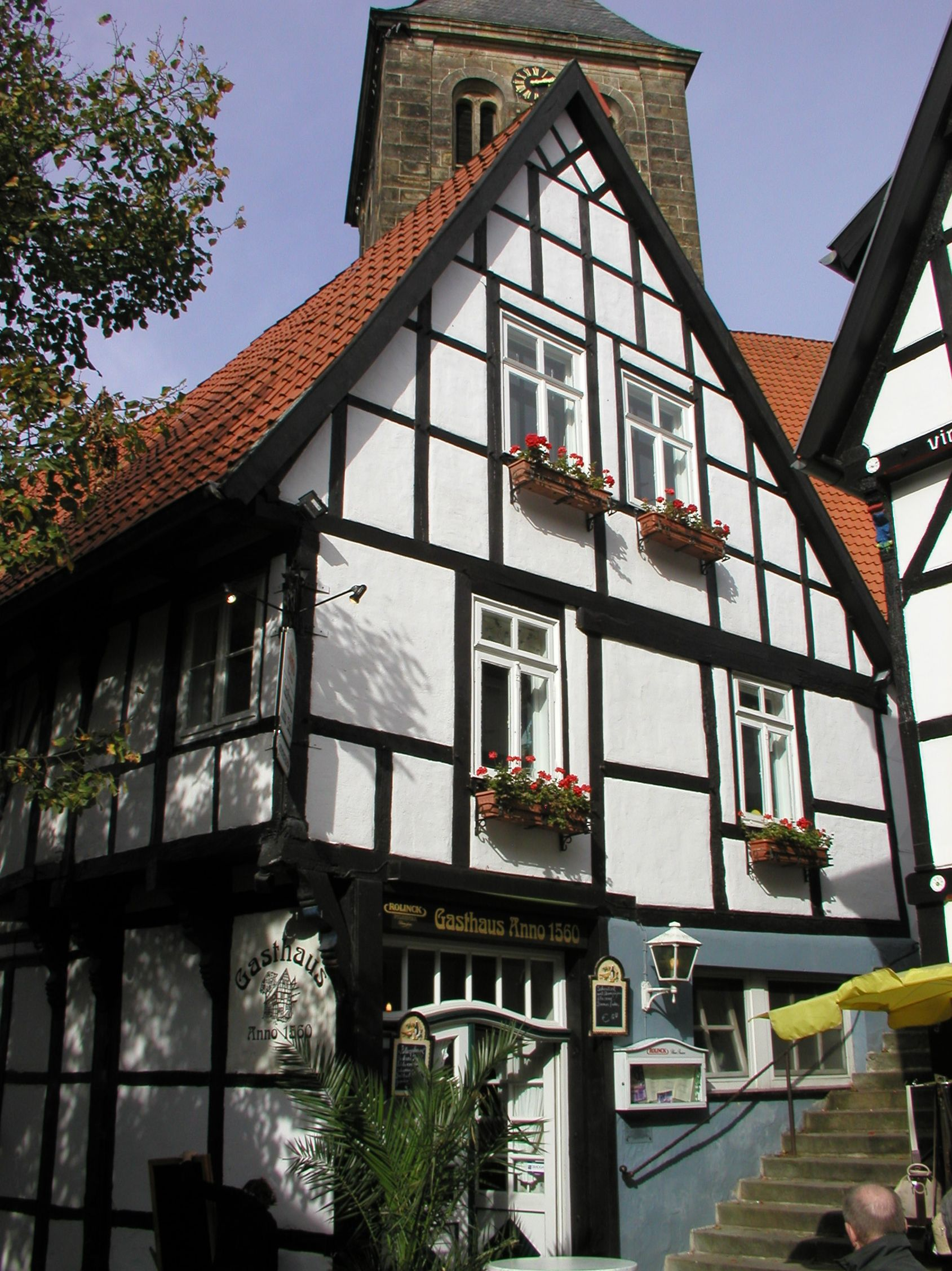
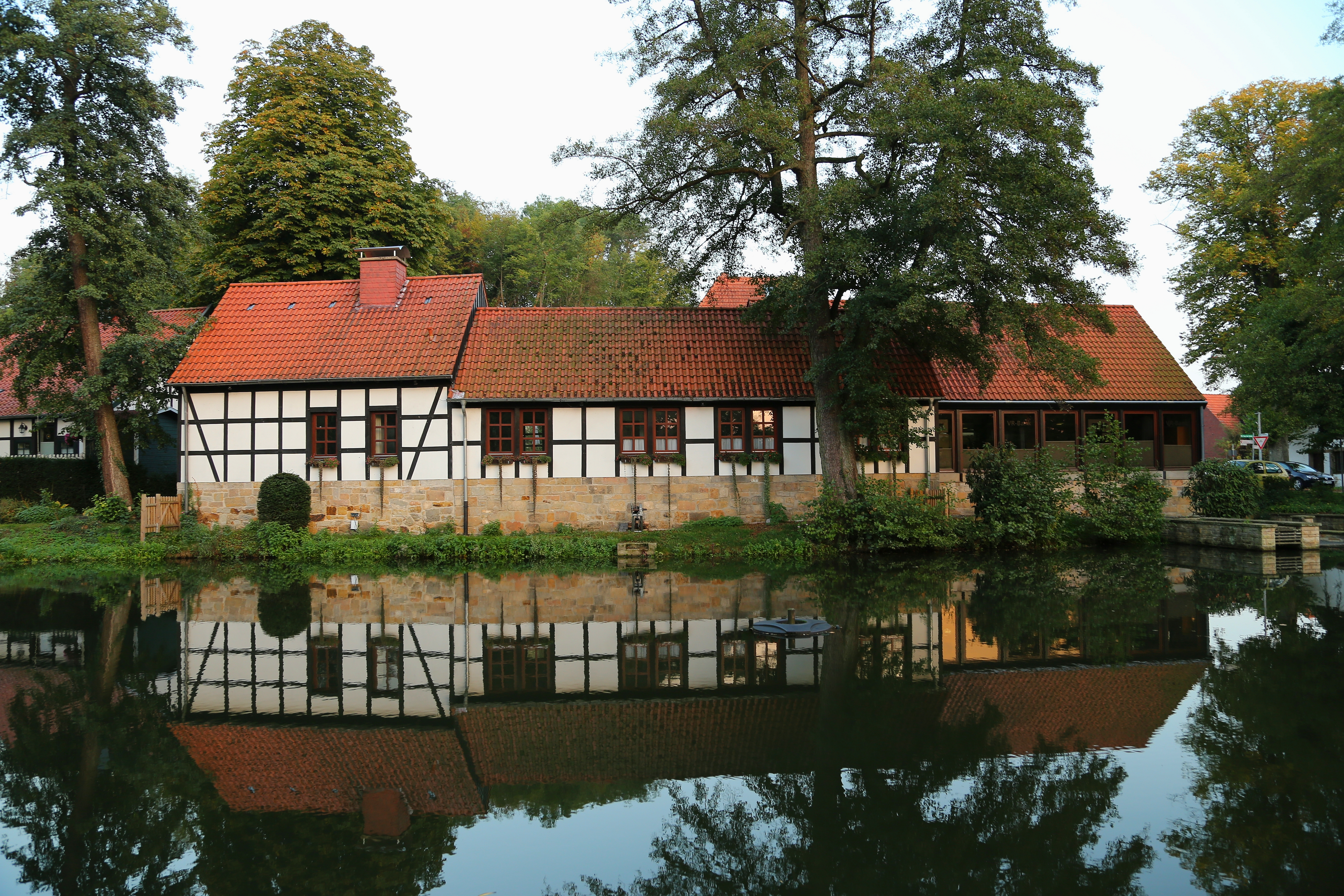
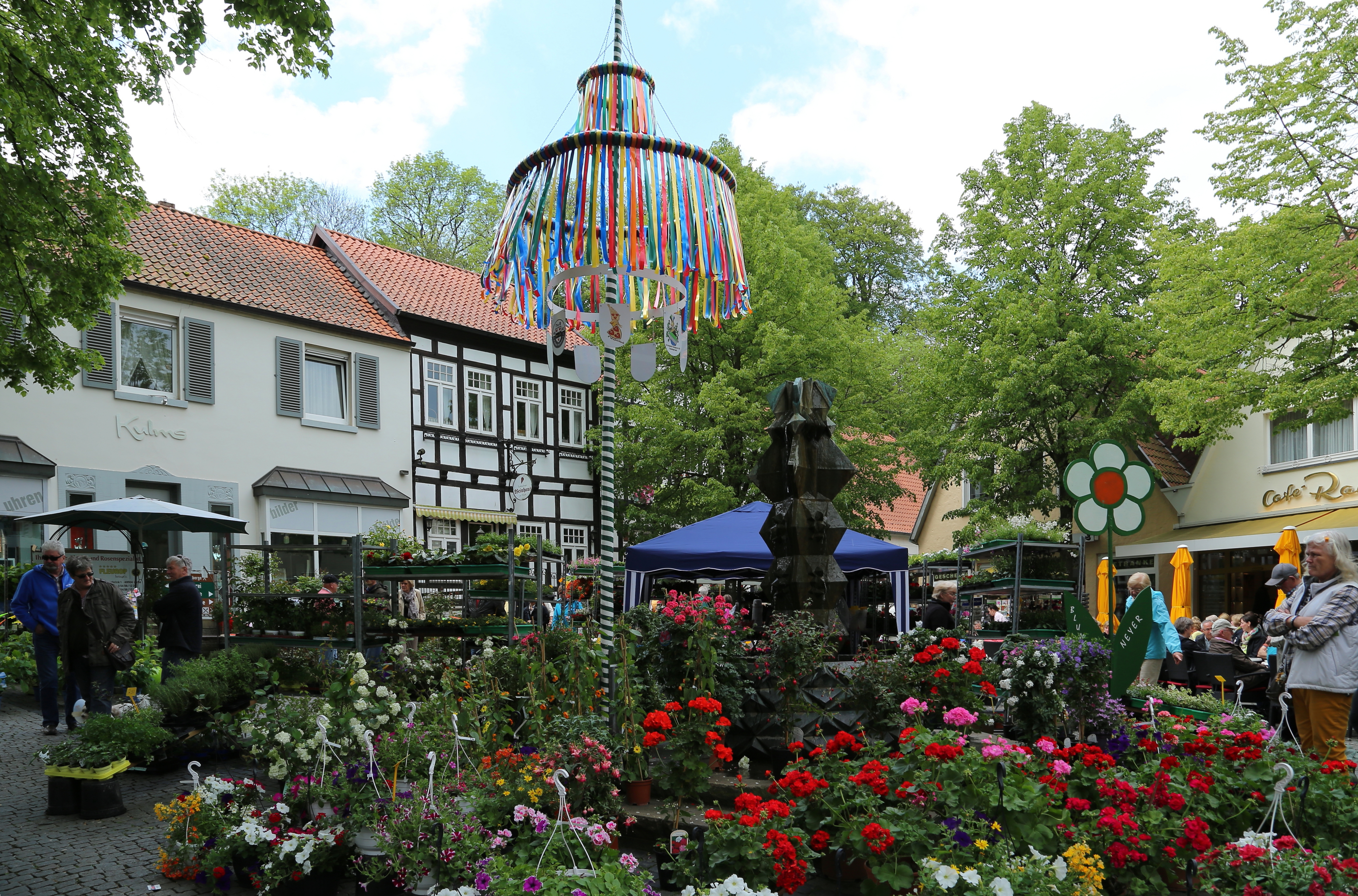

## Népesség
A település népességének változása:
| Lakosok száma | 8609 | 9062 | 9018 | 9145 | 9229 | 9288 | 9398 |
|               | 1975 | 2015 | 2017 | 2019 | 2021 | 2022 | 2023 |